# 古応芬
古 応芬（こ おうふん）は、清末民初の政治家・革命家。清末は革命派、民国時代は、中国国民党・国民政府に属した。国民党内では、国民党右派の立場であった。字は勷勤、湘芹。

## 事績

### 革命派としての活動
富裕な家庭に生まれ、1902年（光緒28年）、秀才となる。1904年（光緒30年）、両広総督岑春煊から派遣される形で、胡漢民、汪兆銘らとともに日本へ留学する。翌1905年秋、胡・汪らとともに中国同盟会に加入した。1906年（光緒32年・明治39年）6月、法政大学法政速成科第二班を卒業した。なお、同期には胡・汪の他に李文範や張一鵬、孫潤宇らがいる。その後更に、同大学専門部で学んだ。1907年（光緒33年）、学業を完了して帰国すると、広東法政学堂で教鞭をとる。さらに広東咨議局秘書などをつとめる一方で、密かに革命派の活動を展開した。
1911年（宣統3年）、古応芬は香港に向かい、黄興、胡漢民らとともに広州起義を画策した。辛亥革命後に広東都督府が成立し、胡が都督となると、古は都督府秘書長に就任する。以後、核計院院長、瓊崖綏靖署総弁などの職を歴任した。1913年（民国2年）の二次革命（第二革命）で袁世凱打倒のために革命派に参加する。敗北後は1917年（民国6年）まで、南洋で資金調達に励んだ。

### 孫文を支持
1918年（民国7年）から、粤軍（広東軍）の陳炯明の軍事行動に随従する。1920年（民国9年）、広東省政務庁長に就任した。1922年（民国11年）3月、粤軍第1師師長鄧鏗が暗殺されると、古応芬は第1師参謀長李済深を後任の師長に推薦し、実際に李が後任となった。また、鄧が尽力していた孫文と陳との調停を古が引き継いだが、これは成らず、遂に古は辞職に追い込まれた。
同年6月、陳炯明が孫文に叛逆すると、以後の古応芬は孫文のために活動を開始し、陳に対する反撃・駆逐を目指す。1923年（民国12年）には、大本営江門弁事処主任、大本営法制局局長、陸海軍大元帥府大本営秘書長、大本営財政部長兼広東省財政庁長と歴任する。陳の討伐成功において、特に財務面での裏方として貢献した。1925年（民国14年）7月、国民政府の成立とともに、古は国民政府常務委員兼広東省政務庁長に任命された。8月、廖仲愷が暗殺されると、その後任として国民政府財政部長兼広東省財政庁長となった。

### 国民党右派としての活動
1926年（民国15年）1月、古応芬は、中国国民党第2期中央監察委員に選出された。蔣介石が台頭すると、中国国民党左派や中国共産党の運動方式への反発もあって、古は蔣に接近する。1927年（民国16年）4月12日の上海クーデターも支持し、古自身も広州で共産党排除を行った。南京に蔣主導の国民政府が成立すると、古が政府常務委員兼財政部長代理に就任し、財政改革に取り組んでいる。その後も国民政府文官長、国民党中央監察委員などを歴任した。しかし党内抗争の激化に心労を覚え、1930年（民国19年）に辞職して広州に戻った。
1931年（民国20年）2月、蔣介石との約法をめぐる路線対立により、胡漢民が蔣により拘禁されると、古はこれに反発する。5月、古は、汪兆銘、孫科、唐紹儀らとともに広州で非常会議を開催し、南京とは別に国民政府を組織した。しかし9月の満洲事変により、党内各派の大同団結の動きへ向かう。古も、蔣と汪との合作を取り持った。
同年10月28日、古応芬は広州で病没した。享年59。

## 注
1. ↑  法政大学大学史資料委員会編(1988)、145頁。